# كلاي تومسون (لاعب كرة مضرب)
كلاي تومسون (بالإنجليزية: Clay Thompson)‏ هو لاعب كرة مضرب أمريكي، ولد في 4 مايو 1992 في سانتا مونيكا في الولايات المتحدة.

## وصلات خارجية
- كلاي تومسون على موقع رابطة محترفي التنس (الإنجليزية)
- كلاي تومسون على موقع الاتحاد الدولي لكرة المضرب (الإنجليزية)
- كلاي تومسون على موقع خلاصة التنس.كوم (الإنجليزية)
- كلاي تومسون على موقع إي إس بي إن.كوم (الإنجليزية)